# Víctor Jara
Víctor Lidio Jara Martínez (28 de setembre de 1932 - 16 de setembre de 1973) més conegut amb el nom artístic de Víctor Jara, fou un director teatral, poeta, cantant i compositor xilè. Va morir assassinat per militars xilens, la matinada del 16 de setembre 1973, a l'edat de quaranta anys.

## Biografia

### Infància i joventut
El cantant neix el 28 de setembre de 1932 de pares camperols: Manuel Jara i Amanda Martínez. La seva infantesa transcorre a Lonquén, una localitat propera a la capital, i la seva joventut a Santiago, a la Población Nogales. Quan mor la seva mare ingressa al Seminario Redentorista de San Bernardo, on s'estarà poc més d'un any.
No rep cap formació musical acadèmica: la seva mare li ensenya a tocar la guitarra. En el seminari aprèn cant gregorià.
El 1953, als vint-i-un anys, funda el Coro de la Universitat de Xile, participa en el primer muntatge de Carmina Burana i inicia el seu treball de recopilació i investigació folklòrica sobre el terreny. El 1956 Ingressa a la Compañía de Mimos de Noisvander.
Entre 1956 i 1962 estudia actuació i, posteriorment, direcció a l'escola de teatre de la Universitat de Xile. Participa, com a alumne, en diverses produccions de la companyia de l'institut de teatre de la mateixa universitat, ITUCH.

### Inici professional
El 1957, s'integra al conjunt de cants i danses folklòriques Cuncumén, creat arran d'uns cursos de temporada impartits per Margot Loyola. Té, també, els primers contactes amb Violeta Parra, que l'anima a continuar cantant.
El 1959, amb vint-i-set anys, té la seva primera experiència en direcció teatral: dirigeix Parecido a la felicidad, d'Alejandro Siveking. Viatja amb l'obra per l'Argentina, l'Uruguai, Veneçuela i Cuba. Aquest mateix any grava amb la discogràfica Emi-Odeón, cantant com solista del Cuncumén, dues nadales que li va ensenyar Violeta Parra.
El 1960 assisteix en la direcció a Pedro de la Barra en el muntatge de La viuda de Abaplaza, de Germán Luco Cruchaga. Posteriorment, dirigeix La mandrágora, de Maquiavel.
El 1961, i en qualitat de director artístic del conjunt, viatja amb el Cuncumén per Països Baixos, França, la Unió Soviètica, Txecoslovàquia, Polònia, Romania i Bulgària. Compon Paloma, quiero contarte, cançó que marca l'inici del seu treball de creació musical i poètica. És també assistent de direcció d'Agustín Siré en el muntatge de La Madre de los conejos, d'Alejandro Sieveking.
El 1962 grava Paloma quiero contarte i La canción del minero, contingudes en el disc Folklore Chileno del grup Cuncumén.
Entre 1963 i 1968 exerceix de director de l'acadèmia de folklore de la Casa de la Cultura de Ñuñoa.

### ITUCH
Entre 1963 i 1970 forma part, també, de l'equip estable de directors de l'Instituto del Teatro de la Universitat de Chile, ITUCH.
L'any 1963 és assistent de direcció d'Atahualpa del Cioppo en el muntatge d'El círculo de tiza, de Bertolt Brecht, per a l'ITUCH. El mateix any dirigeix Los invasores, d'Egon Wolff, també per a l'ITUCH . Entre 1964 i 1967 exerceix com a professor d'actuació a l'escola de teatre de la Universitat de Xile. Entre 1966 i 1969 és director artístic del conjunt Quilapayún, i entre 1966 i 1970 actua com a solista a La peña de los Parra.

### Nueva Canción Chilena
L'any 1967, publica els discos Víctor Jara i Canciones folklóricas de América, amb Quilapayún. És convidat a Anglaterra, en qualitat de director teatral, pel Consell Britànic. Rep el Premi de la crítica per la seva direcció de l'obra Entretenimiento a Mr. Sloane i el Disc de Plata de la discogràfica Emi-Odeón. El 1969 guanya el primer premi en el Primer Festival de la Nueva Canción Chilena amb el tema Plegaria a un labrador. Viatja a Hèlsinki convidat a cantar en un míting mundial de Joves per al Vietnam. Publica el disc Pongo en tus manos abiertas.
El 1970 treu un nou disc: Canto libre.
L'any 1971 treballa intensament amb el compositor Celso Garrido Lecca en la música per al ballet Los siete estados, de Patricio Bunster, per al Ballet Nacional. Ingressa, al costat d'Isabel Parra i Inti-Illimani, al Departamento de Comunicaciones de la Universidad Técnica del Estado. En qualitat d'ambaixador cultural del govern de la Unidad Popular, realitza una gira de recitals i programes de televisió per Mèxic, Costa Rica, Colòmbia, Veneçuela, el Perú i l'Argentina. Treu el disc El derecho de vivir en paz. Obté el premi Laurel de Oro com el millor compositor de l'any. En els anys 1972 i 1973, compon la música de continuïtat per a la Televisión Nacional de Chile.
Durant el 1972 investiga i recopila testimoniatges a la població Hermida de la Victòria, els quals formen part del seu disc La población. Du a terme una gira musical per la Unió Soviètica i Cuba. És convidat al Congreso de Música Latinoamericana, organitzat per la Casa de las Américas, a l'Havana. Dirigeix l'homenatge a Pablo Neruda, a l'Estadio Nacional, quan el poeta torna a Xile després de rebre el Premi Nobel. És convidat pels camperols de Ranquil per crear una obra musical sobre el lloc. S'incorpora als treballs voluntaris en ocasió de la vaga dels camioners que busca paralitzar el país.

### Unidad Popular
El 1973 participa en la campanya electoral parlamentària, realitzant concerts en favor dels candidats de la Unidad Popular. Porta a cap una gira de concerts al Perú, patrocinat per l'Instituto Nacional de Cultura de Lima. Treballa en l'enregistrament de les seves últimes composicions per a dos discos de llarga durada que no van arribar a ser editats. Grava el disc Canto por travesura, recopilació del folklore picaresc de Xile, que no va arribar a sortir a la venda.

### Mort

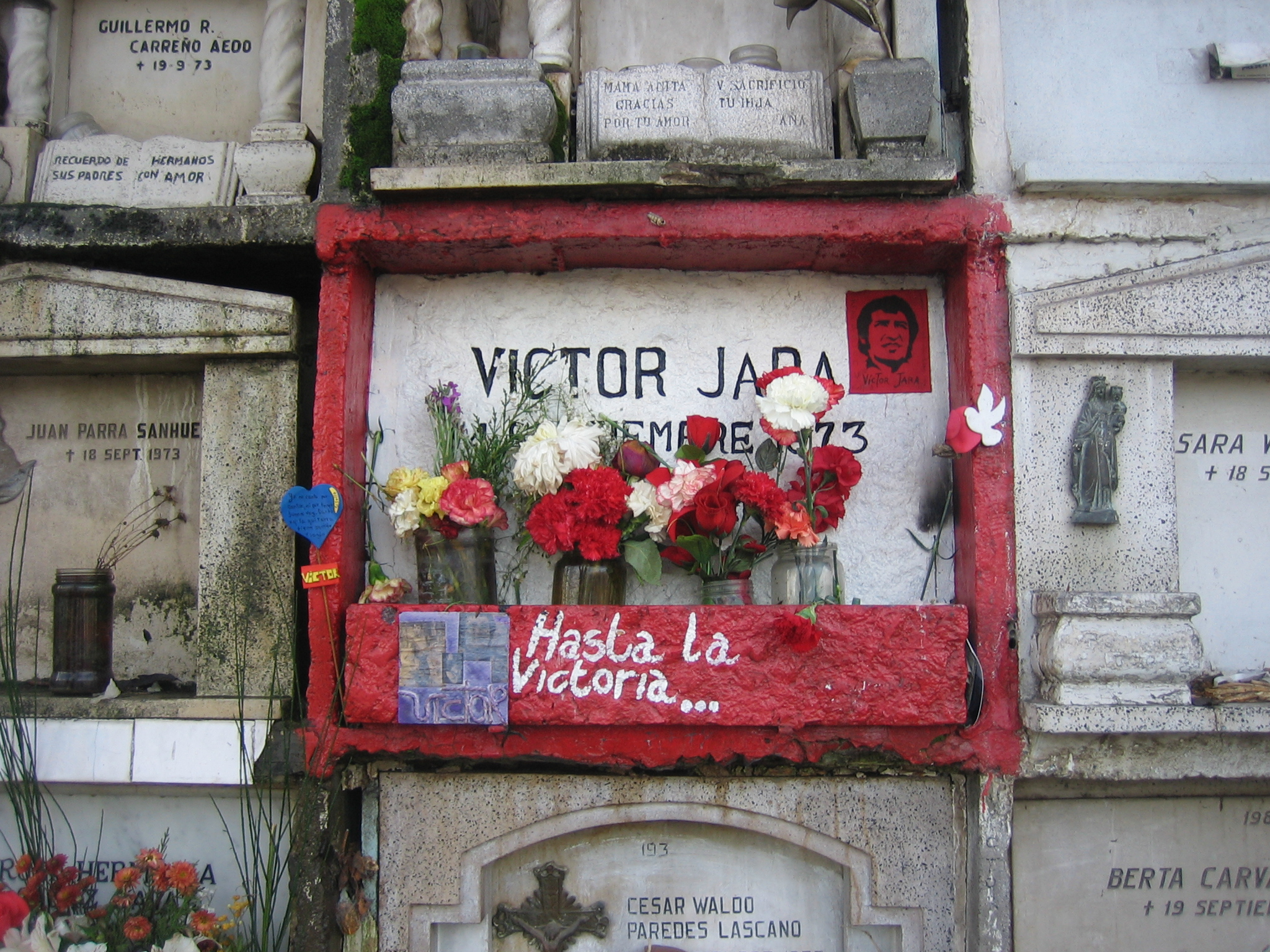
Tomba de Victor Jara, al cementiri General de Santiago.

L'11 de setembre de 1973 Víctor es dirigeix a la Universidad Técnica del Estado, el seu lloc de treball, per cantar en la inauguració d'una exposició, des de la qual el president Allende s'havia d'adreçar al país. Els militars envolten el recinte universitari i l'endemà hi entren i detenen tots els professors i alumnes que hi ha a dintre. Víctor Jara és dut a l'Estadio Chile i torturat. Mor crivellat la nit del 15 de setembre, pocs dies abans de complir quaranta-un anys. El dia de la seva mort, diversos soldats li van destrossar les mans a cops de culata, el van deixar sense menjar ni aigua i el van humiliar i colpejar, fins que un subtinent li va disparar al cap i tot seguit va ordenar a diversos soldats que el rematessin. Tot això en presència de l'oficial Nelson Haase, que era el responsable dels interrogatoris dins el recinte. Aquest oficial posteriorment va ser membre de la Dirección de Inteligencia Nacional (DINA). El seu cos el van dur al dipòsit de cadàvers de l'Instituto Médico Legal' amb la sigla NN. La seva viuda Joan el va poder localitzar i el va enterrar en un nínxol del Cementerio General, poc abans d'exiliar-se amb les seves filles Manuela i Amanda.
Víctor Jara ha esdevingut un símbol de la lluita de Xile i de tots els altres pobles oprimits d'Amèrica. La seva cançó Te recuerdo, Amanda, desgraciadament premonitòria, ha esdevingut un cant a la llibertat, i ha estat versionada en català per Raimon, amb el nom d'Amanda.

## Discografia

### Àlbums d'estudi
- Victor Jara (Geografia) (1966)
- Canciones folkloricas de America (1967)
- Victor Jara (1967)
- Pongo en tus manos abiertas (1969)
- Canto libre (1970)
- El derecho de vivir en paz (1971)
- La poblacion (1972)
- Canto por travesura (1973)
- Manifiesto (1974)

### Enregistraments en directe
- El Recital (1983)
- Víctor Jara en México, WEA International (1996)
- Habla y Canta en la Habana Cuba, WEA International (2001)
- En Vivo en el Aula Magna de la Universidad de Valparaíso, WEA International (2003)

### Recopilacions i material addicional
- Te recuerdo Amanda, Fonomusic (1974)
- Vientos del Pueblo, Monitor (1976)
- Canto Libre, Monitor (1977)
- An Unfinished Song, Redwood Records (1984)
- Todo Víctor Jara, EMI (1992)
- 20 Años Despues, Fonomusic (1992)
- Víctor Jara presente, colección "Haciendo Historia", Odeon (1997)
- Te Recuerdo, Víctor, Fonomusic (2000)
- Antología Musical, WEA Warner (2001) 2CDs
- 1959-1969 – Víctor Jara, EMI Odeon (2001) 2CDs
- Latin Essential: Victor Jara, (WEA) 2CDs (2003)
- Collección Victor Jara – Warner Bros. (2004) (8CD Box)
- Victor Jara. Serie de Oro. Grandes Exitos, EMI (2005)